# Гран-при Денена 2025
66-й выпуск  Гран-при Денена — шоссейной однодневной велогонки по дорогам французского департамента Нор. Гонка прошла 20 марта 2025 года в рамках ПроСерии UCI 2025 (категория 1.Pro) и Кубка Франции. Победу одержал великобританский велогонщик Мэтью Бреннан.

## Участники
В гонке приняло участие 23 команды: 12 команд категории UCI WorldTeam, 7 команд категории UCI ProTeams и 4 континентальных.
| UCI WorldTeams (12)- Team Visma \| Lease a Bike - UAE Team Emirates XRG - Soudal Quick-Step - Team Jayco AlUla - Intermarché-Wanty - Decathlon AG2R La Mondiale Team - Groupama-FDJ - Cofidis - Bahrain-Victorious - XDS Astana Team - Alpecin-Deceuninck - Arkéa-B&B Hotels UCI ProTeams (7)- Q36.5 Pro Cycling Team - Lotto - Team TotalEnergies - Unibet Tietema Rockets - Team Flanders-Baloise - Euskaltel-Euskadi - Wagner Bazin WB UCI Continental Teams (4)- Nice Métropole Côte d'Azur - CIC U Nantes - Saint Michel-Preference Home-Auber 93 - Van Rysel-Roubaix |
| |

## Маршрут
Дистанция составила 204,4 километра, из которых тринадцать участков с брусчаткой.

## Ход гонки
На ранних этапах гонки пелотон подавлял любые действия в течение первых 45 километров. Однако, Рори Таунсенд из команды Q36.5 Pro Cycling, Аарон Гейт из XDS Astana, Кевин Авойн из команды Van Ryssel-Roube и Квентин Безза из команды Wagner Bazin WB смогли растянуться относительно пелотона. Они достигли максимального преимущества в три минуты на расстоянии 75 километров от финиша, когда пелотон начал движение после столкновения с первыми двумя секторами с брусчаткой.
Впереди они пытались растянуть Гейта и Таунсенда, но позади них Unibet Tietema Rockets, Lotto и Alpecin-Deceuninck решили сразиться. Запасы лидирующей пары быстро истощались. Беглецы первого часа выигрывали около 55 секунд, и новая ситуация в гонке вызвала новые атаки.
Льюис Аски из Groupama-FDJ был особенно энергичен и стал новым выбором в передней части пелотона. За ним последовали Джанни Вермеерш из Alpecin-Deceuninck и Дрис де Бондт из Decathlon Ag2R La Mondiale.
Таким образом, сформировалась группа из десяти велосипедистов, в которую вошли вышеупомянутые гонщики, а также Тибор дель Гроссо из Alpecin-Deceuninck, Флориан Вермеерш из UAE Emirates XRG, Matthew Brennan из Visma (Lease a Bike), Axel Huens, Tomáš Kopecky из Unibet Tietema Rockets, Dillon Corkery из St. Michel-Auber-Preference Home и дуэт Lotto, состоящий из Алека Segaert и Brent van Moer.
Десятка продолжала двигаться вместе и умудрялась удерживать на расстоянии различные маленькие группы, которые пытались присоединиться к ним. По мере приближения к финишу отрыв остался в восьмиром впереди из-за прокола у Дель Гроссо и механической проблемы, которую устранил Huens. Дуэт Lotto пытался вырваться, атакуя по сменам, а на последнем километре также была попытка оторваться у Коркери, который, однако, не смог оторваться.
В финишном спринте молодой Бреннан вышел вперед и держался до финиша, опередив двух специалистов брусчатки, таких как Джанни Вермеерш и Де Бондт.

## Результаты
| \| Генеральная классификация \| Генеральная классификация \| Генеральная классификация \| Генеральная классификация \| Генеральная классификация \| \| Гонщик \| Гонщик \| Команда \| Время \| \| \| ------------------------- \| ------------------------- \| ----------------------------------- \| ------------------------- \| ------------------------- \| \| 1-й \| Мэтью Бреннан \| Team Visma \\| Lease a Bike \| 4ч 15' 54 \| \| \| 2-й \| Джанни Вермерш \| Alpecin-Deceuninck \| + 0 \| \| \| 3-й \| Дрис Де Бондт \| Decathlon-AG2R La Mondiale \| + 0 \| \| \| 4-й \| Флориан Вермеерш \| UAE Team Emirates XRG \| + 0 \| \| \| 5-й \| Брент Ван Мер \| Lotto \| + 0 \| \| \| 6-й \| Dillon Corkery \| St. Michel-Preference Home-Auber 93 \| + 0 \| \| \| 7-й \| Томаш Копецкий \| Unibet Tietema Rockets \| + 0 \| \| \| 8-й \| Алек Сегерт \| Lotto \| + 0 \| \| \| 9-й \| Арно Де Ли \| Lotto \| + 30 \| \| \| 10-й \| Льюис Аски \| Groupama-FDJ \| + 30 \| \| |                  |                                     |           |
| |                  |                                     |           |
| Источник: ProCyclingStats |                  |                                     |           |
| Генеральная классификация |                  |                                     |           |
| Гонщик | Гонщик           | Команда                             | Время     |
| 1-й | Мэтью Бреннан    | Team Visma \| Lease a Bike          | 4ч 15' 54 |
| 2-й | Джанни Вермерш   | Alpecin-Deceuninck                  | + 0       |
| 3-й | Дрис Де Бондт    | Decathlon-AG2R La Mondiale          | + 0       |
| 4-й | Флориан Вермеерш | UAE Team Emirates XRG               | + 0       |
| 5-й | Брент Ван Мер    | Lotto                               | + 0       |
| 6-й | Dillon Corkery   | St. Michel-Preference Home-Auber 93 | + 0       |
| 7-й | Томаш Копецкий   | Unibet Tietema Rockets              | + 0       |
| 8-й | Алек Сегерт      | Lotto                               | + 0       |
| 9-й | Арно Де Ли       | Lotto                               | + 30      |
| 10-й | Льюис Аски       | Groupama-FDJ                        | + 30      |